# Wielick
Wielick (ukr.  Велицьк) – wieś w rejonie kowelskim obwodu wołyńskiego. 

## Historia
Gniazdo rodowe książąt Wielickich; wieś założona w 1488 r. W II Rzeczypospolitej miejscowość była siedzibą gminy wiejskiej Wielick w powiecie kowelskim województwa wołyńskiego. Wieś liczy 688 mieszkańców.
We wrześniu 1939 stacjonowały tu 211. i 212. eskadry bombowe. a także  216. i 217. eskadry bombowe.

## Zabytki
- dwór Sapiehów - piękny drewniany obiekt wybudowany XVIII w. w stylu staropolskim. Nieistniejący dawny dwór myśliwski Józefa Sapiehy nakryty mansardowym dachem zawierał zbiór obrazów, m.in. Sylwestra de Mirysa. Dwór otaczał park z okazami lip i klonów[2].